# Liste der Monuments historiques in Joncherey
Die Liste der Monuments historiques in Joncherey führt die Monuments historiques in der französischen Gemeinde Joncherey auf.

## Liste der Bauwerke
| Bezeichnung                                 | Beschreibung              | Standort | Kennzeichnung | Schutzstatus | Datum | Bild           |
| ------------------------------------------- | ------------------------- | -------- | ------------- | ------------ | ----- | -------------- |
| Denkmal für den Caporal Jules-André Peugeot | Gusseisen, errichtet 1959 | (Lage)   | PA90000003    | Inscrit      | 1998  | weitere Bilder |

## Liste der Objekte
- Monuments historiques (Objekte) in Joncherey in der Base Palissy des französischen Kultusministeriums